# Woodwalkers (film)
Woodwalkers is een fantasiefilm uit 2024, geregisseerd door Damian John Harper. Het scenario van David Sandreuter is gebaseerd op de gelijknamige romanreeks van Katja Brandis. 

## Verhaallijn
Op het eerste gezicht lijkt Carag een normale jongen, maar hij is een gedaanteverwisselaar, half mens, half poema. Hij groeide op in de wildernis van de Rocky Mountains en woont nu bij een pleeggezin.
Hij voelt zich thuis op Clearwater High, een geheime kostschool voor Woodwalkers. Daar leert hij omgaan met zijn krachten en raakt hij bevriend met de bizon Brandon en de rode eekhoorn Holly.
Carag vindt aanvankelijk een mentor in Andrew Milling, die ook in een poema kan veranderen. Samen beleven Carag, Holly en Brandon enkele avonturen en overwinnen ze gevaren in de wereld van de Woodwalkers.

## Rolverdeling
| Acteur            | Personage        |
| ----------------- | ---------------- |
| Emile Chérif      | Carag            |
| Lilli Falk        | Holly            |
| Johan von Ehrlich | Brandon          |
| Martina Gedeck    | Lissa Clearwater |
| Oliver Masucci    | Andrew Milling   |
| Hannah Herzsprung | Anna Ralston     |

## Productie en achtergrond
De opnames vonden plaats gedurende 36 dagen van 25 juli tot 29 september 2023 in Beieren, Tirol, Zuid-Tirol en het Harzgebergte. 
De film werd geproduceerd door het in München gevestigde Blue Eyes Fiction (producenten Carolin Dassel en Corinna Mehner ) in coproductie met het Oostenrijkse Dor Film (co-producenten Danny Krausz en Lukas Zweng ) en het Zuid-Tiroolse Filmvergnuegen. De distributie werd verzorgd door Studiocanal, in Oostenrijk door Constantin Film en in Zwitserland door Filmcoopi Zurich. 
De director of photography was Peter-Joachim Krause, de muziek werd geschreven door Anne-Kathrin Dern, de montage werd gedaan door Stefan Essl en de casting door Emrah Ertem en Jacqueline Rietz. Het geluidontwerp was in handen van Hjalti Bager-Jonathansson, het kostuumontwerp door Katharina Forcher, het productiion design door Maximilian Lange en de make-up door Kuno Schlegelmilch en Kordula Ullmann.

## Uitgave
De première was op 11 oktober 2024 in de Mathäser in München. Op 12 en 13 oktober 2024 werd de film vertoond op het Filmfestival van Zürich (ZFF) in de rubriek ZFF voor kinderen. 
De film verscheen op 24 oktober 2024 in de bioscopen in Duitsland en Oostenrijk. De bioscooprelease was oorspronkelijk gepland voor 21 november 2024 en 30 januari 2025.

## Ontvangst
Chris Schinke zei op blickpunktfilm.de dat de start van de trilogie qua verhaal overtuigend was. Carags avontuur boeit volgens jonge kijkers met zijn eigentijdse onderwerp en grote empathie voor wat tieners tegenwoordig bezighoudt. Op visueel vlak had hij graag wat meer doortastende moed gezien om een visueel ontwerp te creëren dat uitnodigt tot dromen, inclusief weelderige landschappen en creatieve ideeën.
Julius Vietzen gaf het twee van de vijf sterren op filmstarts.de. Regisseur Damian John Harper slaagt er volgens hem niet in een even fascinerend en aangrijpend verhaal over eerste schoolervaringen te vertellen als in het Harry Potter-model. De eerste film in de serie is meer een teleurstelling. Met een succesvolle finale wist Damian John Harper in ieder geval nog iets te bereiken.
Oliver Armknecht beoordeelde de film op film-rezensionen.de met drie van de tien punten. De setting is volgens leuk, maar verder is de aanpassing van de nieuwe serie een mislukking. De karakterisering is waardeloos, er is een gebrek aan ideeën, sommige dingen slaan nergens op. Er zijn ook flagrante tekortkomingen in de uitvoering. 